# Kapitalbindung
Kapitalbindung ist eine betriebswirtschaftliche Kennzahl für die in einem Unternehmen nicht sofort freisetzbaren Vermögensgegenstände des Anlage- und Umlaufvermögens. Gegensatz ist die Kapitalfreisetzung.

## Allgemeines
Kapital ist dann gebunden, wenn es nicht sofort liquide in Geld ausgezahlt werden kann, wenn seine Liquidierbarkeit eingeschränkt ist. In Unternehmen spielt die Kapitalbindung eine wichtige Rolle, weil das den Unternehmen zur Verfügung stehende Eigen- und Fremdkapital verzinst werden muss und daher auch Zinsaufwand (Fremdkapital) oder eine Gewinnverwendung (Dividende beim Eigenkapital) auslöst. Das vorhandene gebundene Gesamtkapital verursacht dann Ausgaben, die durch Einnahmen aus dem betrieblichen Produktionsprozess finanziert werden müssen. Damit ist die Kapitalbindung eine Stromgröße. Die Frage der Kapitalbindung taucht im Unternehmen erst auf, wenn Investitionen getätigt werden, also wenn etwa Produktionsmaschinen angeschafft oder selbst hergestellt werden. Zudem führt auch jede Bestandshaltung im Umlaufvermögen (Lagerhaltung) zu einer Kapitalbindung. Die Kapitalbindung bleibt so lange bestehen, bis das Investitionsobjekt aus dem Betriebsvermögen ausscheidet oder die gelagerten Produkte verkauft wurden.

## Kapitalbindungsdauer
Die Kapitalbindungsdauer drückt die aus einer getätigten Investition verursachten Ausgaben aus, die noch nicht durch erwartete Einnahmen gedeckt sind. Bei abnutzbarem Anlagevermögen (Produktionsmaschinen) verringert sich die Kapitalbindung im Zeitablauf durch die Abschreibungen, die über die erzielten Umsatzerlöse wiedergewonnen werden. Dadurch verringert sich die Kapitalbindung während des Investitionszeitraums. Die durchschnittliche Kapitalbindung {\displaystyle DKB} ist das arithmetische Mittel aus dem Restwert einer Investition zu Beginn eines Geschäftsjahres {\displaystyle R_{b}} und deren Restwert {\displaystyle R_{e}} zum Ende des Geschäftsjahres:
{\displaystyle DKB={\frac {R_{b}+R_{e}}{2}}}
Die Gleichung unterstellt, dass Investitionsgüter vollständig abgeschrieben werden und kein Restwert mehr verbleibt.
Auf ähnliche Weise errechnet sich die Kapitalbindungsdauer beim Umlaufvermögen. Eine wichtige Kennzahl ist hier die Cash-to-Cash-Cycle Time, die sich als Summe verschiedener betrieblicher Teilprozesse ergibt. Dabei werden die Durchlaufzeiten (DLZ) eines Rohstoffs vom Eingangslager über die Produktionszeit (einschließlich Zwischenlagerungen) bis hin zum Ausgangslager addiert und die Laufzeit der Kundenforderung bis zu deren Bezahlung berücksichtigt. Von dieser Summe wird die DLZ der Lieferantenverbindlichkeiten abgezogen, die Differenz ist die Cash-to-Cash-Cycle Time.

## Folgen der Kapitalbindung
Die Kapitalbindung ist Grundlage für die Ermittlung des Kapitalbedarfs in einer Unternehmung. Der Kapitalbedarf beginnt mit einer leistungswirtschaftlichen Auszahlung (Kapitalbindung) und endet mit einer entsprechenden Einzahlung (Kapitalfreisetzung). Insofern ist jede Investition die zielgerichtete Bindung von Kapital. Je kürzer die Kapitalbindung, umso geringer sind die Zinsaufwendungen für den erforderlichen Kapitalbedarf, weil durch die erzielten Einnahmen Kapital freigesetzt werden kann. Ein höherer Kapitalumschlag senkt daher entsprechend die Kapitalbindung.
Hauptziel der Investitions- und Produktionsprozesse im Unternehmen sollte die Minimierung der Kapitalbindungsdauer sein. Deshalb können Maßnahmen zur Überwachung der Kapitalbindung und deren Optimierung ergriffen werden. Die Just-in-time-Produktion zielt letztlich darauf ab, die Kapitalbindung des Materiallagers zu senken. Die Kapitalbindung kann ebenfalls durch Verkürzung der Produktions- und Absatzprozesse, aber auch durch Outsourcing erzielt werden. Lean Production dient dabei zur Verkürzung der Produktionsprozesse. Die Cash-to-Cash-Cycle Time lässt sich verringern, wenn das Lieferantenzahlungsziel verlängert und/oder das Kundenzahlungsziel verkürzt werden und die Durchlaufzeiten im Eingangslager, in Produktion und im Ausgangslager reduziert werden. Diese Zieldefinition setzt allerdings eine Effizienz steigernde Innovation voraus, welche für disruptive Innovationen so nicht gelten.
Ein besonderer Druck zur Verringerung der Kapitalbindung lastet auf Unternehmen, die aufgrund ihrer Produktionsweise umfangreiche Produktionsanlagen vorhalten müssen. Eine hohe Kapitalbindung ist deshalb insbesondere in anlagenintensiven Branchen vorhanden. Mit zunehmender Zeitspanne, in der das Kapital gebunden ist, sinkt die Fungibilität des Kapitals. Geringere Kapitalbindungsprobleme gibt es bei lagerintensiven Unternehmen mit schneller Lagerumschlagshäufigkeit.

## Kapitalbindung im Bankwesen
Kapitalbindung ist auch ein banktechnischer Begriff, mit dem die Dauer der Bereitstellung von Finanzmitteln entweder bei Geldanlagen oder Kreditaufnahmen umschrieben wird. Die Laufzeit eines Kredites oder einer Spareinlage bestimmt die Dauer der Kapitalbindung. Die Zinsbindung spiegelt hingegen die Dauer der Zinsfestschreibung wider und kann daher maximal der Kapitalbindung entsprechen.